# Entente Sportive Le Cannet-Rocheville Volley-Ball 2011-2012
Questa voce raccoglie le informazioni riguardanti l'Entente Sportive Le Cannet-Rocheville Volley-Ball nelle competizioni ufficiali della stagione 2011-2012.

## Organigramma societario
Area direttiva
- Presidente: Daniel Bussani

Area tecnica
- Allenatore: David Françoise

## Rosa
| N° | Nome                | Ruolo | Data di nascita | Nazionalità sportiva |
| -- | ------------------- | ----- | --------------- | -------------------- |
| 1  | Zorica Zivanović    | P     | 4 aprile 1981   | Serbia               |
| 2  | Maëva Orlé          | C     | 8 maggio 1991   | Francia              |
| 3  | Kateřina Bucková    | C     | 28 aprile 1978  | Rep. Ceca            |
| 4  | Titia Sustring      | S     | 27 aprile 1979  | Paesi Bassi          |
| 5  | Leslie Turiaf       | S/O   | 15 maggio 1986  | Francia              |
| 6  | Cécile Irles        | L     | 25 marzo 1990   | Francia              |
| 7  | Rachele Sangiuliano | P     | 23 giugno 1981  | Italia               |
| 8  | Olesja Kulakova     | C     | 31 gennaio 1977 | Germania             |
| 9  | Élisabeth Fedèle    | S     | 12 gennaio 1994 | Francia              |
| 10 | Estelle Quérard     | L     | 19 marzo 1979   | Francia              |
| 11 | Klára Melicharová   | S/O   | 24 maggio 1994  | Rep. Ceca            |
| 12 | Sanja Bursać        | S     | 10 gennaio 1990 | Serbia               |